# Есекіой
Есекіой (рум. Esechioi) — село у повіті Констанца в Румунії. Входить до складу комуни Остров.
Село розташоване на відстані 114 км на південний схід від Бухареста, 98 км на захід від Констанци.

## Населення
За даними перепису населення 2002 року у селі проживали 312 осіб, з них 311 осіб (99,7%) румунів. Рідною мовою 311 осіб (99,7%) назвали румунську.